# HMS Bombay Castle (1782)
Bombay Castle (1782) — 74-пушечный линейный корабль 3 ранга Королевского флота Великобритании. Принадлежал к типу Elizabeth Томаса Слейда.
Заказан 14 июля 1779 года. Заложен в июне 1780 года на верфи Blackwall Yard в Лондоне. Спущен на воду 14 июня 1782 года. Разбился 21 декабря 1796 года.